# Studia Phænomenologica

Studia Phænomenologica est une revue internationale de phénoménologie fondée en 2000 à Bucarest.

## Volumes publiés
- Studia Phænomenologica VII (2007): Jan Patočka and the European Heritage, 2007, 568 p.,  (ISSN 1582-5647), Cristian Ciocan (ed.), Ivan Chvatík (guest editor)
- Studia Phænomenologica VI (2006): A Century with Levinas: Notes on the Margin of his Legacy, 2006, 504 p.,  (ISSN 1582-5647),  (ISBN 973-50-1416-5 et 978-973-50-1416-2), Cristian Ciocan (ed.), Adina Bozga (coord.), Attila Szigeti (coord.)
- Studia Phænomenologica V (2005): Translating Heidegger's Sein und Zeit, 2005, 407 p.,  (ISSN 1582-5647),  (ISBN 973-50-1142-5), Cristian Ciocan (ed.)
- Studia Phænomenologica IV (2004) nos. 3-4: The Ocean of Forgetting. Alexandru Dragomir – A Romanian Phenomenologist, 2004, 296 p.,  (ISSN 1582-5647),  (ISBN 973-50-0979-X), Cristian Ciocan (ed./coord), Paul Balogh (coord.)
- Studia Phaenomenologica IV 1-2/2004: Varia. Issues on Brentano, Husserl and Heidegger, 2004, 244 p.,  (ISSN 1582-5647),  (ISBN 973-50-0879-3), Gabriel Cercel & Cristian Ciocan (eds.)
- Studia Phaenomenologica III 3-4/2003: Maurice Merleau-Ponty: Chiasm and Logos, 2003, 400 p.,  (ISSN 1582-5647), (OCLC 881404605), Gabriel Cercel & Cristian Ciocan (eds.), Adina Bozga & Ion Copoeru (coord.)
- Studia Phaenomenologica III 1-2/2003: The School of Brentano and Husserlian Phenomenology, 2003, 312 p.,  (ISSN 1582-5647),  (ISBN 973-50-0564-6), Gabriel Cercel & Cristian Ciocan (eds.), Ion Tanasescu & Victor Popescu (coord.)
- Studia Phaenomenologica II 1-2/2002: Varia. Issues on Husserl, Fink and Schütz, 2002, 248 p.,  (ISSN 1582-5647), Gabriel Cercel & Cristian Ciocan (eds.)
- Studia Phaenomenolologica II 3-4/2002: In memoriam Hans-Georg Gadamer, 2002, 320 p.,  (ISSN 1582-5647), Gabriel Cercel & Cristian Ciocan (eds.)
- Studia Phaenomenologica I 3-4/2001: The Early Heidegger, 2001, 504 p.,  (ISSN 1582-5647), Gabriel Cercel & Cristian Ciocan (eds.)
- Studia Phaenomenologica I 1-2/2001: Heidegger and Theology, 2001, 450 p.,  (ISSN 1582-5647), Gabriel Cercel & Cristian Ciocan (eds.)